# FK Chmel Blšany
FK Chmel Blšany é uma equipe tcheca de futebol com sede em Blšany. Disputa a primeira divisão de República Tcheca (Campeonato Tcheco de Futebol).
Seus jogos são mandados no FK Chmel Blšany, que possui capacidade para 2.300 espectadores.

## História
O FK Chmel Blšany foi fundado em 1946 como Sokol Blšany.